# Michał Konstanty Kolenda
Michał Konstanty Kolenda herbu Bełty (zm. 1685) – sędzia ziemski wileński w latach 1679–1685, podsędek wileński w latach 1667–1679, chorąży dorpacki w latach 1655–1675,  marszałek Trybunału Głównego Wielkiego Księstwa Litewskiego w 1642 roku.
W 1669 roku był elektorem Michała Korybuta Wiśniowieckiego z województwa wileńskiego.